# Rau ngót
Rau ngót, bù ngót, bồ ngót, hay rau tuốt (danh pháp hai phần: Sauropus androgynus) là một loài cây bụi mọc hoang ở vùng nhiệt đới Á châu nhưng cũng được trồng làm một loại rau ăn ở một số nước, như ở Việt Nam.

## Mô tả
Rau ngót thuộc dạng cây bụi, có thể cao đến 2 m, phần thân khi già cứng chuyển màu nâu. Lá cây rau ngót hình bầu dục, mọc so le; sắc lá màu lục thẫm. Khi hái ăn, thường chọn lá non. Vị rau tương tự như măng tây.
Trái ngót giống trái cà pháo nhưng kích thước nhỏ hơn.
Về mặt dinh dưỡng, rau ngót có lượng đạm cao, giàu chất vôi, nhiều sinh tố C và sinh tố K.

## Sử dụng
Ẩm thực Việt Nam dùng rau ngót nấu canh với thịt băm, hoặc có khi chỉ nấu suông vì rau có sẵn vị ngọt. Theo Đông y, lá rau ngót có vị bùi ngọt, tính mát, rễ vị hơi ngăm đắng. Cả lá và rễ đều có tác dụng mát huyết, hoạt huyết, lợi tiểu, giải độc. Lá rau ngót chữa ban sởi, ho, viêm phổi, sốt cao, đái rắt, tiêu độc. Rễ còn có tác dụng lợi tiểu, thông huyết, kích thích tử cung co bóp. Khi dùng làm thuốc thường chọn những cây sống 2 năm trở lên .

## Ảnh

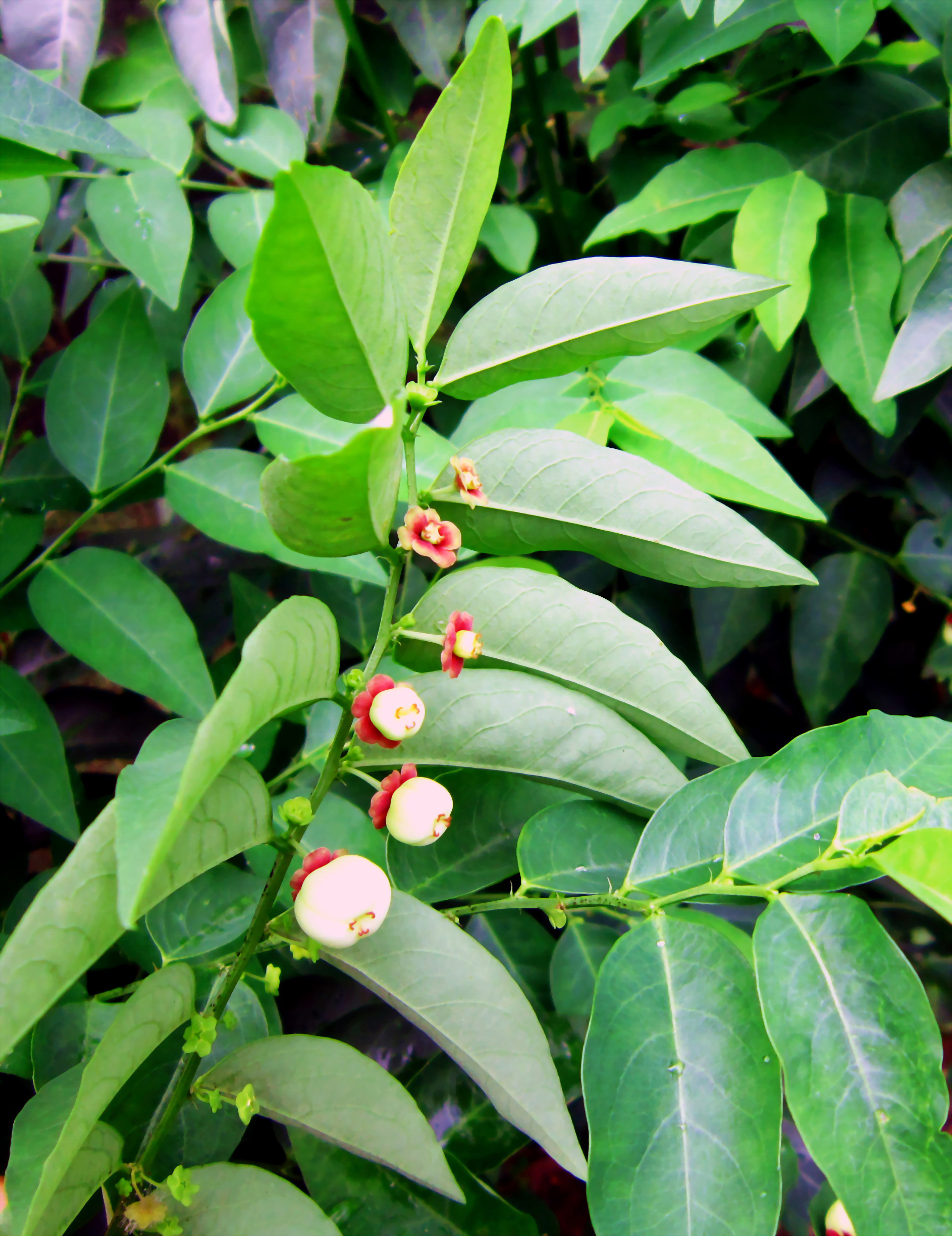
Lá và quả rau ngót.
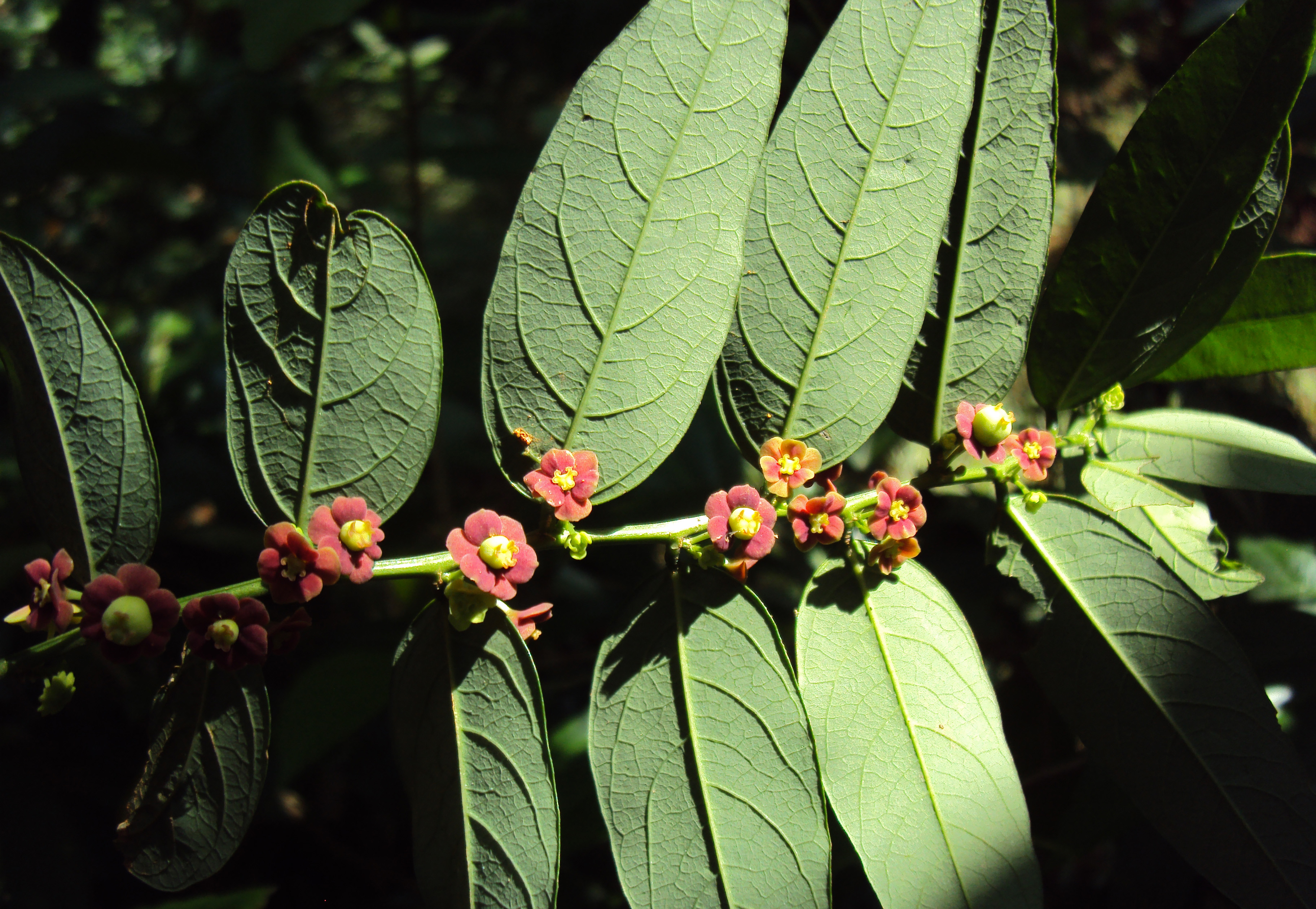
Hoa rau ngót và mặt dưới lá.
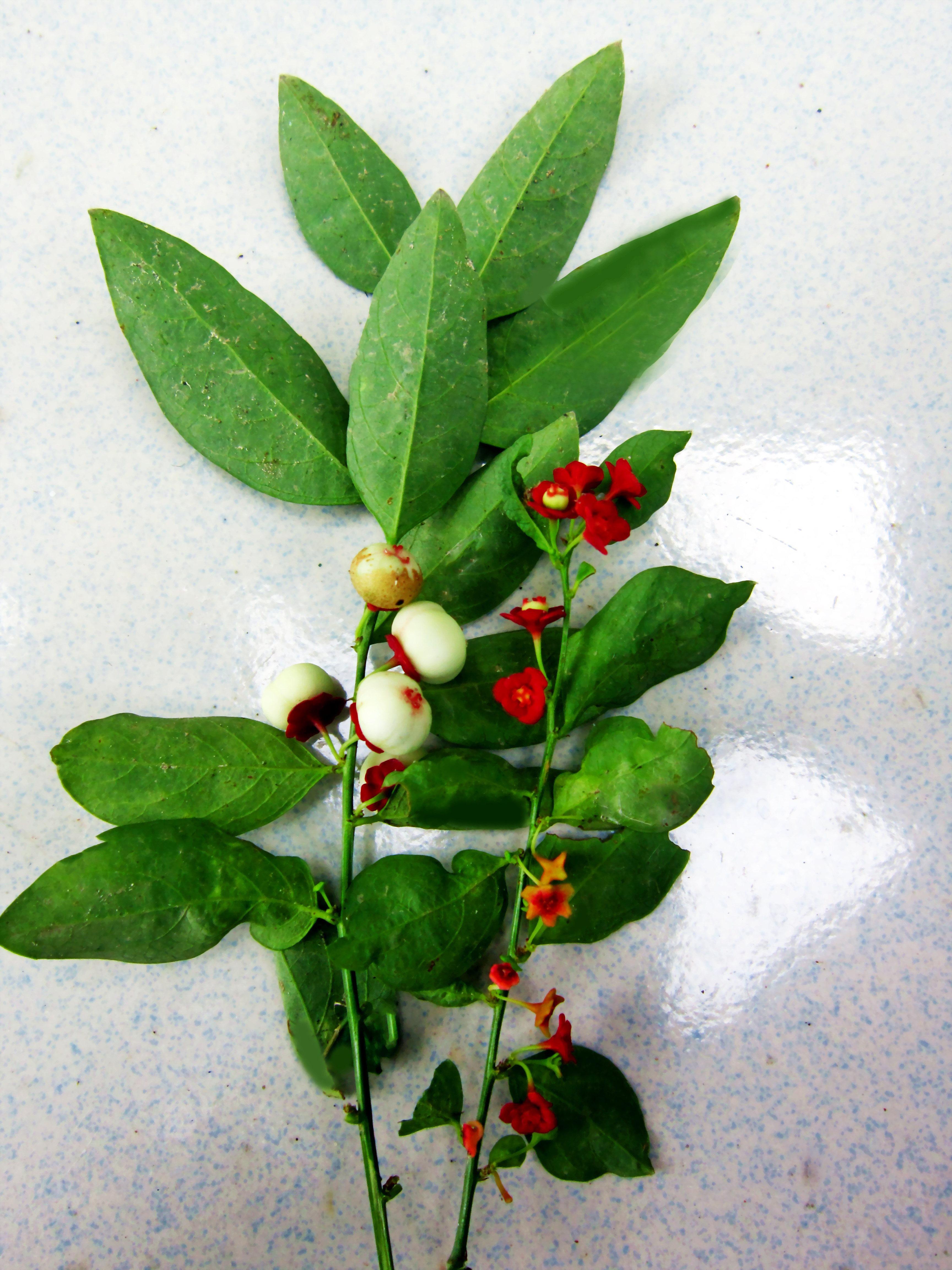
Rau ngót có hoa màu đỏ sậm.